# Ease on Down the Road
"Ease on Down the Road" là bài hát từ vở nhạc kịch Broadway năm 1975, mặc dù nó được biết đến nhiều nhất với vai trò là đĩa đơn năm 1978, trong đó Diana Ross song ca với Michael Jackson.

## Bảng xếp hạng
| Bảng xếp hạng (1978)            | Vị trí cao nhất |
| ------------------------------- | --------------- |
| U.S. Billboard Hot 100          | 41              |
| U.S. Billboard Hot Soul Singles | 17              |
| UK Singles Chart                | 45              |
| Turkey Top 20 Chart             | 1               |